# Hell Hath No Fury (Civet)
Hell Hath No Fury è il quarto album del gruppo musicale punk rock statunitense Civet, pubblicato il 9 settembre del 2008. È stato il loro primo album del gruppo inciso con la casa discografica indipendente Hellcat Records.

## Tracce
Testi e musiche di Liza Graves, Suzi Homewrecker, Jacqui Valentine e Danni Harrowyn, tranne dove indicato.
1. Alibis – 3:03
2. Son of a Bitch – 2:55
3. Pay Up – 4:02
4. All I Want – 2:17 (Liza Graves, Tim Armstrong)
5. Bad Luck – 1:27
6. Brooklyn – 2:10
7. Take Me Away – 3:19
8. 1989 – 2:31
9. Gin and Tonic – 3:25
10. You Got It – 2:29
11. Sin City – 2:41
12. You Don't Know Me – 2:14
13. Hell Hath No Fury – 2:24

## Formazione
- Liza Graves – voce, chitarra ritmica
- Suzy Homewrecker – chitarra, cori
- Jacqui Valentine – basso, cori
- Danni Harrowyn – batteria, cori